# Acuphis octornatus
Acuphis octornatus är en spindeldjursart som beskrevs av Wolfgang Karg 1998. Acuphis octornatus ingår i släktet Acuphis och familjen Ologamasidae. Inga underarter finns listade i Catalogue of Life.